# トマス・ダンヒル
トマス・フレデリック・ダンヒル（Thomas Frederick Dunhill, 1877年2月11日 ハンプステッド - 1946年3月13日）は、イングランドの作曲家。楽書の作者としても活動した。テノールと管弦楽のための連作歌曲《葦間の風（The Wind among the Reeds）》で知られるが、現在ではブラームス風の室内楽曲が再評価されるようになりつつある。兄は起業家のアルフレッド・ダンヒル。

## 生涯
ファッションブランド・ダンヒルの創設者2代目アルフレッド・ダンヒルの弟として裕福な家庭に生まれる。ロンドンの王立音楽大学に在籍し、1893年にピアノをフランクリン・テイラーに、作曲をチャールズ・ヴィリアーズ・スタンフォードに師事する。1897年に奨学金を取得する。数年間イートン・カレッジにて音楽教師を務めた後、1905年に母校の王立音楽大学の教授に就任する。
ダンヒルは室内楽の作曲家であっただけでなく、1907年から1913年までロンドンで、室内楽の演奏会「トマス・ダンヒル・コンサーツ」を組織し、イギリス人作曲家による重要な室内楽曲を数々取り上げた。また芸術歌曲や連作歌曲を遺しており、代表作の《葦間の風》は、ジェルヴェーズ・エルウィスとロイヤル・フィルハーモニー管弦楽団により1912年にクィーンズ・ホールにおいて初演された。イェイツの詩による歌曲《天の衣》（The Cloths of Heaven）やシェイクスピアの「父は五尋の海の底」（Full fathom five, 『テンペスト』の劇中歌）に曲付けされた《海の挽歌》（A Sea Dirge）も名高い。
1918年7月にロイヤル・フィルハーモニー協会の総裁に就任し、第一次世界大戦中にトーマス・ビーチャムとその秘書ドナルド・ベイリスによる独裁下にあった同協会に、民主的な運営を取り戻そうと取り組んだ。
1922年にベオグラードにて自作を含むイギリス音楽の演奏会を催し、1924年にはエドワード・ジョゼフ・デントの『音楽事典』にセルビアの音楽について寄稿した。

## 主要作品一覧

### 舞台音楽
- オペレッタ《タンティヴィ・タワーズ（Tantivy Towers）》
- 児童用音楽劇《靴のマスク（The Masque of the Shoe）》

### 声楽曲
- 児童向けカンタータ《（John Gilpin）》
- 同《海の精（Sea Fairies）》
- テノールのための管弦楽伴奏連作歌曲集《葦間を抜ける風（The Wind among the Reeds）》（1912年）

### 管弦楽曲
- 演奏会用序曲《辺境の王（The King's Threshold）》
- 交響曲イ短調（Symphony in A minor）（1922年ベオグラード初演）
- チェロ独奏と管弦楽のための《古いイングランド民謡による変奏曲（Variations on an old English tune）》
- ヒューバート・パリー追悼の悲歌的変奏曲（Elegaic variations in memory of Hubert Parry） （1922年グロスター音楽祭にて初演)
- 弦楽合奏のための田園舞曲（Dance Suite for strings）
- 弦楽合奏のための《チッディングフォールド組曲（The Chiddingfold Suite）》

### 室内楽
- ピアノと木管、弦楽のための五重奏曲 変ホ長調（Quintet in E flat）作品3
- ホルン五重奏曲ヘ短調（Quintet in f 'Nitor in adversum' ）作品6
- ピアノ五重奏曲ロ短調（Quartet in B minor）作品16
- ピアノ、ヴァイオリン、ヴィオラのための幻想的三重奏曲（Phantasy-trio）作品36
- 弦楽四重奏のためのファンタジー（Phantasy string quartet）
- ヴァイオリン・ソナタ第1番ニ長調
- ヴァイオリン・ソナタ第2番ヘ長調
- クラリネットとピアノのための幻想組曲（Phantasy Suite for Clarinet and Piano）作品91
- オーボエとピアノのための三つの小品　(Three Short Pieces) 作品81
- ホルンとピアノのための「豊穣の角」(Cornucopia)

### 著作
- Chamber Music: A Treatise for students (Macmillan, London 1913)
- "Edward German, An Appreciation" in Musical Times, Vol. 77, No. 1126 (Dec., 1936), pp. 1073-1077.
- Sullivan's Comic Operas - A Critical Appreciation (Edward Arnold, London 1928).